# Нишиномия
Нишиномия е град в префектура Хього, Япония. Населението му е 488 126 жители (по приблизителна оценка от октомври 2018 г.). Намира се в часова зона UTC+9. Площта му е 99,96 кв. км. Побратимен е с град Спокан (в щата Вашингтон, САЩ). В града се произвежда известната японска алкохолна напитка саке. Градът има професионален отбор по бейзбол.